# 张智军
张智军（1963年7月—），甘肃会宁人，汉族，中国共产党党员。中华人民共和国政治人物、第十三届全国人民代表大会甘肃省代表。

## 生平
2018年1月30日，张智军出任甘肃省财政厅厅长，同年，他当选为甘肃省出席第十三届全国人民代表大会代表。